# Молодіжна збірна Сент-Вінсент і Гренадин з футболу
Молодіжна збірна Сент-Вінсент і Гренадин з футболу — національна молодіжна футбольна збірна Сент-Вінсент і Гренадин, що складається із гравців віком до 20 років. Вважається основним джерелом кадрів для підсилення складу основної збірної Сент-Вінсент і Гренадин. Керівництво командою здійснює Футбольна федерація Сент-Вінсент і Гренадин.
Команда має право участі у молодіжних чемпіонатах світу та молодіжних чемпіонатах КОНКАКАФ, а також може брати участь у товариських і регіональних змаганнях.